# William M. Wright

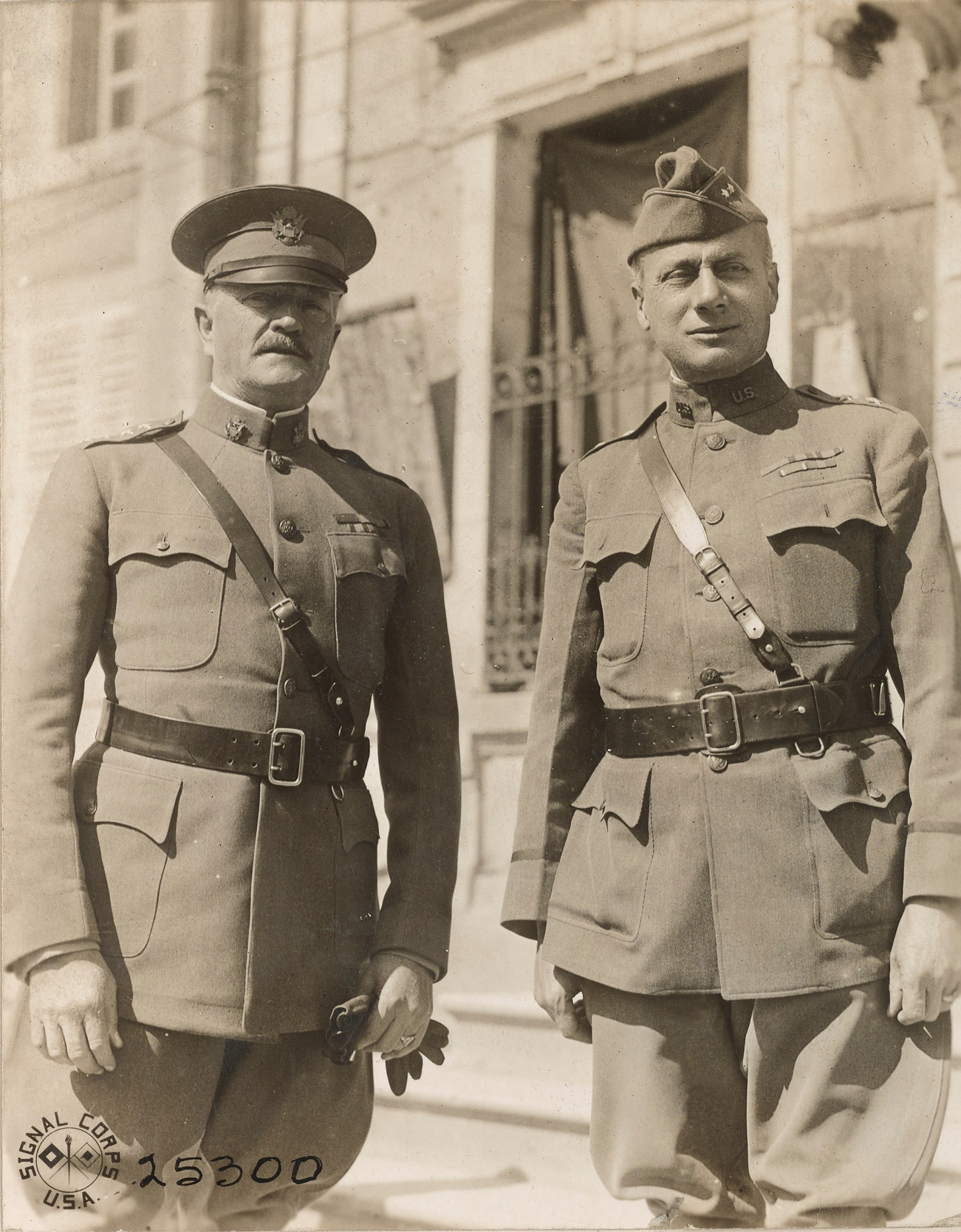
William M. Wright (rechts) mit General John J. Pershing (1918)

William Mason Wright (* 24. September 1863 in Newark, New Jersey; † 16. August 1943 in Washington, D.C.) war ein Generalleutnant der United States Army. Er war unter anderem Korps-Kommandeur während des Ersten Weltkrieges.
William Wright stammte aus einer prominenten Familie. Sein Großvater mütterlicherseits war Stevens Mason (1811–1843), der zwischen 1835 und 1840 der erste Gouverneur des Staates Michigan war. Sein anderer Großvater war William Wright (1794–1866), der den Bundesstaat New Jersey in beiden Kammern des Kongresses vertrat. Sein Vater Edward H. Wright war Berufsoffizier der US Army, der es bis zum Oberst (Colonel) brachte.
Wright besuchte die Schule in Ossining im Westchester County des Bundesstaates New York. Anschließend begann er ein Studium an der Yale University, das er aber im Jahr 1882 abbrach, um an der United States Military Academy in West Point zu studieren. Allerdings fiel er bei einer Zwischenprüfung durch, musste die Akademie daraufhin verlassen und wurde Mitglied der New Jersey National Guard. Mit der Hilfe des damaligen US-Präsidenten Chester A. Arthur schaffte er es dann aber doch, als Leutnant in die Armee aufgenommen zu werden. Am 19. Januar 1885 wurde er als solcher dem 2. Infanterie-Regiment zugeteilt. Seine Berufung als Offizier war wegen seines Scheiterns in West Point umstritten. Letztlich wurde sie aber vom US-Senat mit knapper Mehrheit gebilligt. Damit begann seine erfolgreiche Laufbahn als Berufsoffizier. In der Armee durchlief er anschließend alle Offiziersränge vom Leutnant bis zum Zwei-Sterne-General. Später wurde er ehrenhalber zum Generalleutnant ernannt.
Mit seiner Einheit diente er zunächst im Westen in den Staaten Nebraska und Washington. Im Jahr 1891 absolvierte er die School of Infantry and Cavalry in Fort Leavenworth in Kansas. Danach kehrte er wieder zu seinem Regiment zurück. Während des Spanisch-Amerikanischen Krieges diente er auf der Insel Kuba. Anschließend war der inzwischen zum Hauptmann beförderte William Wright im Philippinisch-Amerikanischen Krieg eingesetzt, wo er zum Stab von General John C. Bates gehörte.
Auch in den Jahren nach dem Krieg diente Wright als Stabsoffizier. Zunächst gehörte er weiter Bates’ Stab an, dann diente er im Stab des Kriegsministeriums. Danach wurde er mit dem 8. Infanterie-Regiment auf die Philippinen versetzt. Dort gehörte er in den Jahren 1911–1913 dem Generalstab des Philippine Department der US Army an. Danach nahm er an der Besetzung von Veracruz 1914 und der anschließenden Mexikanischen Expedition teil.
Während des Ersten Weltkrieges war der inzwischen zum Brigadegeneral beförderte William Wright zunächst Kommandeur des Amerikanischen Einschiffungshafens in Hoboken. Dann wurde er selbst nach Frankreich versetzt, wo er das Kommando über verschiedene Einheiten übernahm. Zwischen dem 25. August und dem 18. September 1917 kommandierte er als Nachfolger von Lucien Grant Berry die 35. Infanterie-Division. Später übernahm er das Kommando über das V. Corps, das VII. Corps und das III. Corps. Zwischenzeitlich kommandierte er auch die 89. Infanterie-Division. Alle dieses Kommandeursposten hatte er im Verlauf des Jahres 1918 nur für wenige Wochen inne. Er war an der Schlacht von St. Mihiel im September 1918 und danach an der Maas-Argonnen-Offensive beteiligt. William Wright war auch für den Angriff auf die Stadt Stenay am 11. November 1918 verantwortlich. Das Tragische daran war, dass der Waffenstillstand schon absehbar war und der Angriff mit vielen Verletzten und 61 Gefallenen unnötig erschien. Es kam danach zu Untersuchungen des Vorfalls, die aber für den General zu keinen negativen Konsequenzen führten.
Nach dem Krieg übernahm Wright zunächst bis Anfang 1919 das Kommando über das I. Corps, das zu den Besatzungstruppen in Deutschland gehörte. Zwischenzeitlich hatte er zwischen Oktober 1919 und Januar 1920 auch das Kommando über die 3. Infanteriedivision. Danach gehörte er dem Stab von Generalstabschef Peyton C. March an. Anschließend kommandierte er die in San Francisco stationierte Ninth Corps Area. Sein letztes Kommando erhielt er als Kommandeur des Philippine Department der US Army in Manila. Im Jahr 1923 trat William Wright in den Ruhestand. Zu diesem Zeitpunkt bekleidete er den Rang eines Generalmajors. Im Jahr 1942 wurde er, wie viele andere Generäle des Ersten Weltkriegs auch, einen Rang höhergestuft und zum Generalleutnant befördert.
Der seit 1891 mit Marjorie Jerauld verheiratete General verbrachte seinen Ruhestand in Washington D.C. Dort ist er am 16. August 1943 auch verstorben. Er wurde auf dem Nationalfriedhof Arlington beigesetzt.

## Orden und Auszeichnungen
Generalleutnant William Wright erhielt im Lauf seiner militärischen Laufbahn unter anderem folgende Auszeichnungen:
- Army Distinguished Service Medal
- Spanish Campaign Medal
- Philippine Campaign Medal
- Mexican Service Medal
- World War I Victory Medal
- Orden Leopolds II. (Belgien)
- Orden der Ehrenlegion (Frankreich)
- Croix de guerre 1914–1918 (Frankreich)
- Order of St Michael and St George (Großbritannien)
- Orden der Aufgehenden Sonne (Japan)